# Форт-Дено (Флорида)
Форт-Дено (англ. Fort Denaud) — переписна місцевість (CDP) в США, в окрузі Гендрі штату Флорида. Населення — 2049 осіб (2020).

## Географія
Форт-Дено розташований за координатами 26°43′22″ пн. ш. 81°33′14″ зх. д. / 26.72278° пн. ш. 81.55389° зх. д. (26.722744, -81.553945).  За даними Бюро перепису населення США в 2010 році переписна місцевість мала площу 54,01 км², з яких 52,17 км² — суходіл та 1,84 км² — водойми.

## Демографія
Згідно з переписом 2010 року, у переписній місцевості мешкали 1694 особи в 675 домогосподарствах у складі 505 родин. Густота населення становила 31 особа/км².  Було 877 помешкань (16/км²).
Расовий склад населення:
| - 89,5 % — білих - 1,2 % — чорних або афроамериканців - 0,5 % — корінних американців - 0,5 % — азіатів - 6,3 % — осіб інших рас |

До двох чи більше рас належало 2,0 %. Частка іспаномовних становила 13,2 % від усіх жителів.
За віковим діапазоном населення розподілялося таким чином: 20,1 % — особи молодші 18 років, 54,7 % — особи у віці 18—64 років, 25,2 % — особи у віці 65 років та старші. Медіана віку мешканця становила 48,4 року. На 100 осіб жіночої статі у переписній місцевості припадало 99,3 чоловіків;  на 100 жінок у віці від 18 років та старших — 101,8 чоловіків також старших 18 років.
Середній дохід на одне домашнє господарство  становив 62 338 доларів США (медіана — 48 308), а середній дохід на одну сім'ю — 70 486 доларів (медіана — 49 722). За межею бідності перебувало 5,8 % осіб, у тому числі 1,1 % дітей у віці до 18 років та 7,8 % осіб у віці 65 років та старших.
Цивільне працевлаштоване населення становило 674 особи. Основні галузі зайнятості: роздрібна торгівля — 18,4 %, публічна адміністрація — 15,3 %, виробництво — 13,9 %, освіта, охорона здоров'я та соціальна допомога — 13,1 %.